# مامادو ديارا (لاعب كرة قدم مواليد 1997)
مامادو ديارا (بالفرنسية: Mamadou Diarra)‏ هو لاعب كرة قدم سنغالي، ولد في 20 ديسمبر 1997 في داكار في السنغال. لعب مع بولو سبور.

## وصلات خارجية
- مامادو ديارا (لاعب كرة قدم مواليد 1997) على موقع اتحاد تركيا (لاعب) (الإنجليزية)
- مامادو ديارا (لاعب كرة قدم مواليد 1997) على موقع قاعدة بيانات كرة القدم.إي يو (الإنجليزية)
- مامادو ديارا (لاعب كرة قدم مواليد 1997) على موقع Soccerway.com (الإنجليزية)
- مامادو ديارا (لاعب كرة قدم مواليد 1997) على موقع عالم كرة القدم.نت (الإنجليزية)